# Concert de Beethoven del 22 de desembre de 1808

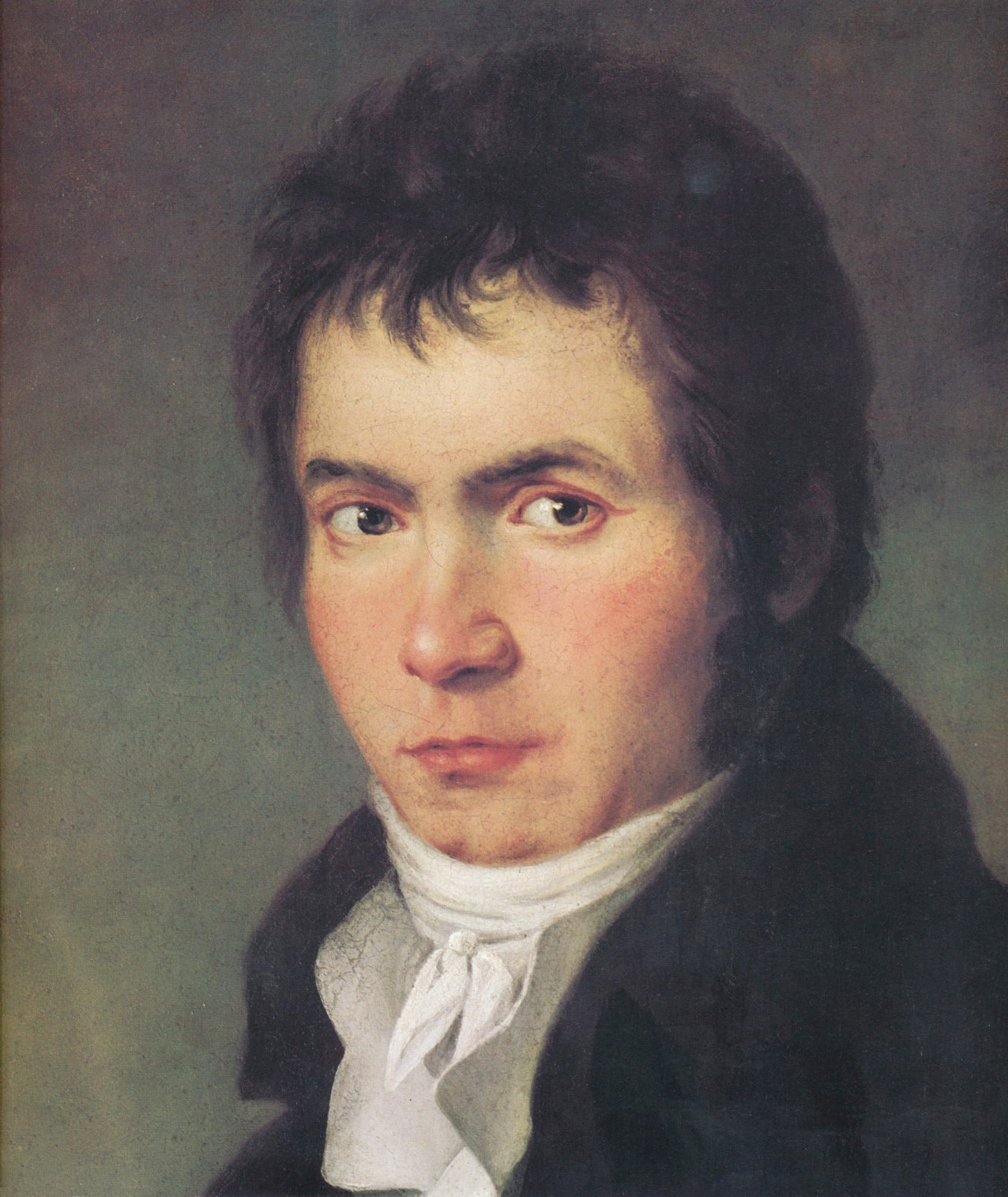
Retrat de Beethoven el 1804–05, pintat per J. W. Mähler.

El concert de Beethoven del 22 de desembre de 1808 va ser un concert benèfic celebrat al Theater an der Wien de Viena on es van estrenar públicament algunes grans obres de Beethoven: la Simfonia núm. 5 i la Simfonia núm. 6, el Concert per a piano núm. 4 i la Fantasia coral. Aquest concert, anomenat posteriorment Akademie, es va desenvolupar en un saló frígid i va ser durar unes quatre hores. Va comptar amb una orquestra, un cor, solistes vocals i Beethoven va actuar com a solista al piano. El biògraf de Beethoven, Barry Cooper, es refereix al concert, en termes de contingut, com el més "notable" de la carrera de Beethoven.

## Context històric

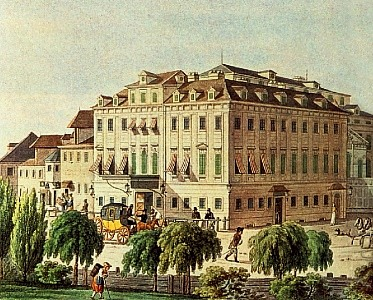
El Theater an der Wien el 1812.

Les condicions per a l'execució de la música simfònica a la Viena de 1808 no eren gaire òptimes, com explica Robert Kahn:
| « | Fins i tot un gran concert públic podria atreure només gent de l'aristocràcia i la petita classe mitjana de la ciutat, [estimat] no més del 2,5% dels 200.000 a 250.000 residents de Viena. El preu normal d'un bitllet de concert era de dos gulden... que per a un treballador representava més d'una setmana de sou. Els músics podien realitzar acadèmies [concerts] a l'estiu, quan la noblesa fugia de la pols i la calor de Viena i marxava a les seves possessions rurals i, durant la tardor i l'hivern, els teatres realitzaven els assajos i els espectacles d'òpera, l'estatus més elevat dins la producció musical. L'únic moment disponible per a realitzar acadèmies [concerts] era durant l'Advent i la quaresma, que era quan les òperes estaven prohibides. Durant aquestes sis setmanes, la competència per aconseguir sales era ferotge, i els directors de teatre podien refusar, i ho van fer, concerts d'obres de Beethoven a favor de les mediocritats. | » |

A Viena, els teatres es trobaven sota el patrocini del govern (Burgtheater i Kärntnertortheater, ambdues al centre de Viena) o eren empreses privades ubicades als barris exteriors de la ciutat. El lloc escollit de Beethoven, el Theatre an der Wien, va estar en aquesta última categoria. Va ser un edifici molt important, qualificat com "el més esplendorament equipat i un dels teatres més grans de la seva edat". S'ha obert a bones crítiques el 1801; per exemple, l' Allgemeine musikalische Zeitung la va anomenar "la més còmoda i satisfactòria a tot Alemanya" (que significava en aquell temps "totes les terres de parla alemanya"). Beethoven ja havia estrenat diverses de les seves obres més importants en aquest teatre.
Durant 1807 i 1808, Beethoven havia proporcionat els seus treballs i serveis a una sèrie de concerts benèfics al Theater an der Wien. El director del teatre, Joseph Hartl, finalment va permetre a Beethoven utilitzar el lloc per al concert del 22 de desembre de 1808, que era per al benefici privat de Beethoven. Beethoven havia fet pressió per a un concert de beneficis privats durant molts mesos, a canvi de la seva participació en els concerts benèfics i expressava la seva frustració en el que ell percebia era la dilació de Hartl al respecte.
El Wiener Zeitung va realitzar un anunci per al concert el 17 de desembre de 1808, que el va etiquetar com "Akademie musical", aquest era el terme comú per a un concert en temps de Beethoven.

## Programa de concert
El concert va començar a les 6:30 p.m. i va durar aproximadament quatre hores, amb un descans que separava dues sessions. El programa va ser el següent:
| Part 1                                                                           | Part 2                                                                       |
| -------------------------------------------------------------------------------- | ---------------------------------------------------------------------------- |
| Simfonia núm. 6 "Pastoral", Op. 68                                               | Simfonia núm. 5, Op. 67                                                      |
| Ah! perfido, ària de concert per a soprano solista i orquestra, Op. 65           | "Sanctus", de la Missa en do major, Op. 86                                   |
| "Glòria", de la Missa en do major per a solistes vocals, cor i orquestra, Op. 86 | Fantasia extemporitzada per a piano solista                                  |
| Concert per a piano núm. 4, Op. 58                                               | Fantasia coral per a piano solista, solistes vocals, cor i orquestra, Op. 80 |

De les obres no estrenades, "Ah! Perfido" havia estat composta el 1796. La Missa en do major, Op. 86 es va estrenar l'any anterior a Eisenstadt, gràcies al Príncep Esterházy. Segons Sutton, la fantasia per a piano, improvisada, és una obra escrita posteriorment i publicada com a Fantasia en sol minor, Opus 77 de Beethoven (1809).
La Fantasia coral va ser la darrera de les obres a compilar; a penes la va acabar a temps per al concert, no deixant temps suficient per assajar. El seu lloc en el concert va ser com a obra final, reunint pianista, cor i orquestra.
Els dos moviments de la Missa en do no es van anunciar en el programa com a tal, a causa de les restriccions a la interpretació de la música de l'església als teatres.
El programa seria dura per a molts oients de música actuals, ja que era extraordinàriament llarg. No obstant això, en el temps de Beethoven, això no era així. Lowe escriu: [10]
| « | En les dècades al voltant de 1800 el nombre i la varietat de peces d'aquest concert no era tan inusual. Cada part d'un programa de concert públic generalment s'iniciava amb una simfonia, seguida d'una ària o dues, un concert, potser una mica de música de cambra i improvisacions de teclat. Una altra simfonia, o com a mínim el final d'una, solia tancar el concert. | » |

Per tant, és possible que la dificultat del concert per als oïdors consistiria més en dur a terme tota una sèrie d'obres complexes i originals, així com el fred.